# Dolnje Retje
Dolnje Retje este o localitate din comuna Velike Lašče, Slovenia, cu o populație de 56 de locuitori.